# Martin Axén
Martin Axén (Uråsa, 1º aprile 1973) è un chitarrista svedese.
Dal 1997 è il chitarrista del gruppo musicale glam rock The Ark. Prima dell'ingresso nella band Axén non aveva al suo attivo significative esperienze musicali; si era distinto in competizioni giovanili di corsa, ed aveva lavorato poi come cuoco.